# Nouméa
Nouméa er hovedstaden og største by i Ny Kaledonien og er en del af Frankrigs oversøiske områder. Den er beliggende på en halvø i den sydlige del af Ny Kaledoniens hovedø, Grande Terre. Byen ligger ved en beskyttet dybvandshavn, der fungerer som hovedhavn for Ny Kaledonien.
Ved folketællingen i september 2019 var der 182.341 indbyggere i hovedstadsområdet Greater Nouméa (fransk: agglomération du Grand Nouméa), hvoraf 94.285 boede i selve byen. 67,2% af befolkningen i Ny Kaledonien bor i Greater Nouméa, som dækker kommunerne Nouméa, Le Mont-Dore , Dumbéa og Païta.

## Historie
Den første europæer, der bosatte sig i området, var den britiske handelsmand James Paddon i 1851. Franskmændene var ivrige efter at hævde kontrol over øen og etablerede en bosættelse i nærheden tre år senere i 1854. Denne bosættelse blev oprindeligt kaldt Port-de-France og blev omdøbt til Nouméa i 1866. Området tjente først som en straffekoloni, senere som et center for eksport af nikkel og guld, der blev udvundet i nærheden.
Fra 1904 til 1940 var Nouméa forbundet med Dumbéa og Païta af Nouméa-Païta jernbanen, den eneste jernbanelinje, der nogensinde har eksisteret i Ny Kaledonien.
Under 2.verdenskrig byggede den amerikanske flåde flådebasen Naval Base Noumea i Nouméa, der var hovedkvarter for det amerikanske militær i den sydlige del af Stillehavet. Det femsidede amerikanske militærhovedkvarterskompleks fungerede efter krigen som base for en ny regional mellemstatslig udviklingsorganisation: South Pacific Commission, senere kendt som Secretariat of the Pacific Community, og senere stadig som Pacific Community.
I 1956 gav en ny lov de franske oversøiske områder større selvstyre. Ny Kaledonien fik status som et fransk oversøisk område (territoire d'outre-mer). Territoriets folkevalgte forsamling fik sæde i Nouméa.
Øget efterspørsel efter nikkel i 1960-tallet førte til vækst og modernisering af Nouméa. Byen tiltrak arbejdskraft fra landdistrikterne og der kom indvandrere fra Wallis- og Futunaøerne, Fransk Polynesien og andre områder i Stillehavet.

## Erhvervs- og infrastruktur
Foruden turisme er byens vigtigste indtægtskilde forarbejdningen af nikkel. Byen er også centrum for Ny Kaledoniens service- administration.
I havnen, blev 5.193.000 ton udskibet (2011), heraf var 3.217.588 ton nikkelmalm.
Ny Kalediniens internationale lufthavnLufthavn La Tontouta – ligger cirka 50 km fra byen. Den regionale lufthavn Magenta ligger kun 3 km nordøst fra Nouméas bymidte.
Nouméa har to busstationer: Busserne til den nordlige del af Ny Kaladonien og til østkysten kører fra Gare Routière Moselle, som befinder sig overfor markedshallen i den sydlige del af bymidten. Busstationen
Desmazures i den nordlige bymidte betjener ruterne til de nordligste byer og til lufthavnen La Tontouta.
Nouméa er forbundet med 16 bybuslinjer. De fleste linjer begynder ved Place des Cocotiers, eller ved Gare Routière Moselle.

## Seværdigheder
- I byens midte, omgivet af træer ligger den 400 × 100 meter store plads Place des Cocotiers. På den østligste del, ligger der en musikpavillon fra 1879 bygget af straffefanger.[5]Midt på pladsens befinder der sig den otte meter høje brønd Fontaine Céleste. Brønden blev etableret i 1893 og restaureret i 1995. Den er opkaldt efter den 17-årige Céleste, som stod model for billedehuggeren.[6]

- Ved pladsen Place des Cocotiers befinder der sig fra 1996 det byhistoriske museum Musée de la Ville de Nouméa. Den i 1875 i kolonialstil med veranda byggede bygning var oprindelig en bank – den første i Ny Kaledonien – og derefter fra 1880 til 1975 som rådhus. Syd for pladsen ligger den lille asiatiske bydel Chinatown.
- I 1998 åbnede kulturcenteret Tjibaou (Centre culturel Tjibaou), med et areal på 6970 m2, der tilbyder kulturelle foranstaltninger for det oprindelige folk Kanak og fra en anden oprindelse.[7] Centeret blev bygget i den melanesiske stil, der består af 10 bygninger, bygget af træ og metal i den traditionelle stil.